# تپه خلوت
تپه خلوت مربوط به هزاره ۱- دوران‌های تاریخی پس از اسلام است و در شهرستان شاهین دژ، بخش مرکزی، روستای محمودآباد واقع شده و این اثر در تاریخ ۱۴ مرداد ۱۳۸۲ با شمارهٔ ثبت ۹۴۲۴ به‌عنوان یکی از آثار ملی ایران به ثبت رسیده است.